# Ralf Reichenbach
Ralf Reichenbach (né le 31 juillet 1950 à Wiesbaden et mort le 12 février 1998 à Berlin) est un athlète allemand, spécialiste du lancer du poids. 
Sixième des championnats d'Europe en salle 1971, et 11e des championnats d'Europe en plein air 1971, il remporte la médaille d'argent du lancer du poids aux championnats d'Europe 1974, devancé par l'Est-allemand Hartmut Briesenick. En 1977, Il se classe 6e des championnats d'Europe en salle et troisième de la Coupe du monde des nations.
Il se classe 13e des Jeux olympiques de 1972 et est éliminé en qualifications lors des Jeux olympiques de 1976.
Il remporte huit titres de champion d'Allemagne en plein air, de 1972 à 1975 et de 1977 à 1981, et deux titres de champion d'Allemagne en salle, en 1971 et 1977.